# Trembleya elegans
Trembleya elegans är en tvåhjärtbladig växtart som först beskrevs av Célestin Alfred Cogniaux, och fick sitt nu gällande namn av Frank Almeda och Angela Borges Martins. Trembleya elegans ingår i släktet Trembleya och familjen Melastomataceae. Inga underarter finns listade i Catalogue of Life.